# Tiny Lights
Tiny Lights waren eine von John Hamilton und Donna Croughn 1985 gegründete amerikanische Folk-Rock-Band aus Hoboken, New Jersey.
Zur Erstbesetzung zählten außerdem Dave Dreiwitz, Andy Demos und die Cellistin Jane Scarpantoni. Die Gruppenmitglieder spielten sowohl Rockinstrumente als auch zahlreiche klassische Instrumente, die Auftritte zeichneten sich durch einen hohen Anteil an Improvisation aus. Die erste Veröffentlichung, die Maxi-Single Flowers through the Air, sowie das Debütalbum Prayer for the Halcyon Fear erschienen 1985 auf Temple Records. Von 1988 bis 1994 war die Band auf ausgedehnten Tourneen in den USA.
Zu späteren Mitgliedern der Band zählen: Stuart Hake (Cello), John Mastro (Schlagzeug), Catherine Bent (Cello), Andy Burton (Piano, Orgel) und Ron Howden (Schlagzeug).
Dave Dreiwitz spielt seit 1997 Bass bei Ween, Jane Scarpantoni war als Cellistin zu hören u. a. bei Lou Reed, Indigo Girls, Bruce Springsteen und Adam Green. John Hamilton und Donna Croughn sind privat ein Paar und haben zwei Kinder, John arbeitet als Professor an der Harvard University.

## Diskografie (Alben)
- 1985: Prayer for the Halcyon Fear
- 1988: Hazel's Wreath
- 1990: Hot Chocolate Massage
- 1992: Stop the Sun, I Want to go Home
- 1994: Milky Juicy
- 1995: The Young Person's Guide to Tiny Lights
- 1997: The Smaller the Grape, the Sweeter the Wine